# Overkill (Computerspiel)
Overkill (Eigenschreibweise: OverKill) ist ein vertikal scrollendes Shoot ’em up für PC (DOS), das 1992 von Epic MegaGames (heute: Epic Games) als Shareware vertrieben wurde. In Deutschland wurde die Vollversion u. a. von CDV-Software sowie Pearl Agency verkauft. Es existiert auch eine offiziell komplett auf Deutsch lokalisierte Version. Später folgte eine Veröffentlichung als Retail-Version (1994, USA) und auf CD-ROM (Deutschland).
Overkill war das erste bekannte vertikal scrollende Weltraum-Shoot-’em-up eines der damals großen Shareware-Publisher. Erst rund ein Jahr nach Overkill erschien vom „Konkurrenten“ Apogee ein ähnliches Spiel namens Major Stryker.
Im Jahr 2008 wurde Overkill von Ste Cork, dem Programmierer des Spiels (bekannt u. a. durch Xenon, Bitmap Brothers sowie Designer für Call of Duty: Ghosts), als Freeware freigegeben.

## Spielablauf
Der Spieler steuert ein Raumschiff und hat den Auftrag, auf sechs verschiedenen Planeten (die Shareware-Version enthält nur zwei Planeten/Episoden) feindliche Aliens zu vernichten. Durch Einsammeln entsprechender Power-ups ist das Raumschiff mit Schutzschilden und besseren Waffensystemen aufrüstbar. Eine Besonderheit des Waffensystems ist, dass per Tastendruck bzw. Joystick-Button vom Spieler die jeweils gewünschte Waffe (oder Schutzschild, Hilfsdrohnen) ausgewählt werden kann (vergleichbar mit Gradius). Bei einem Treffer wird das Raumschiff zudem nicht sofort zerstört, sondern es verliert mit jedem Treffer Energie, bis der Energiebalken erschöpft ist.

## Technik
Overkill besitzt 16-Farben-EGA-Grafik, die für damalige Verhältnisse als herausragend galt (wenngleich damals bereits VGA-Grafik verbreitet war). Des Weiteren sind CGA- und Tandy-1000-Grafikkarten verwendbar. Die Auflösung beträgt 320×200 Pixel. Unterstützte Soundkarten für die Hintergrundmusik sind AdLib und (für damalige Shareware-Spiele außergewöhnlich) Roland MT-32. Soundeffekte werden hingegen generell nur über den PC-Lautsprecher ausgegeben. Auf aktuellen PCs läuft das Spiel in einem Emulator wie DOSBox.

## Rezeption
- Die Zeitschrift Computer Gaming World hob in Ausgabe 3/1993 die Grafik und Hintergrundmusik sowie das Gameplay von Overkill positiv hervor.[5]
- RGB Classic Games hält die Grafik für ziemlich beeindruckend („quite impressive“).[3]

## Sonstiges
- Aufgrund eines Rechtsstreits mit dem ursprünglichen Publisher für den europäischen Markt, wurden vom Entwickler in neueren Versionen des Spieles sämtliche Referenzen auf diesen Publisher aus den Bildschirmseiten des Spiels entfernt. Nicht zuletzt infolgedessen existieren unterschiedliche Versionen. Die neueste Version trägt die Versionsnummer 2.0.[3]
- Der Name des zweiten Planeten, Gallifrey, ist eine Anspielung auf den Heimatplaneten von Doctor Who.